# 王美香
王美香（1948年—）女，山东博兴人，中华人民共和国政治人物、第十二届全国人民代表大会福建地区代表。
毕业于中央党校法学专业。加入中国共产党。2013年，担任全国人大代表。